# Probus (empereur romain)
Pour les articles homonymes, voir Probus.
Probus (Marcus Aurelius Probus) (v. 232 – 282) est empereur romain de juillet 276 à octobre 282. Héritant d’un Empire romain réunifié, il continue l’œuvre de sécurisation des frontières et de reconstruction économique entamée par Aurélien. Il combat victorieusement en Gaule et sur la frontière danubienne, installe des groupes de Germains dans les régions frontalières ou en enrôle dans l'armée. Ses mesures favorisant l'extension dans les provinces de la culture viticole sont passées à la postérité. Tandis qu'il prépare une offensive contre les Perses, il est tué lors d'une inspection par des soldats excédés par les travaux qu'il leur impose.

## Biographie

### Ses origines
Probus est né à Sirmium, capitale de la Pannonie. Seule l’Histoire Auguste décrit sa carrière avant son avènement, avec de nombreux détails précis et des citations de courriers impériaux, mais sans aucune fiabilité quand on connait la fantaisie de l'auteur. Selon donc l’Histoire Auguste, ses origines familiales sont incertaines (fils de tribun militaire ou d’agriculteur), mais sa carrière militaire aurait été brillante : Valérien l'aurait remarqué et nommé tribun militaire, puis lui aurait confié le commandement d’une légion. Il aurait combattu les Germains et les Sarmates, aurait mené des missions de pacification en Afrique dans la région de Carthage. Il aurait participé aux campagnes d’Aurélien contre Zénobie.

### Son accession au pouvoir

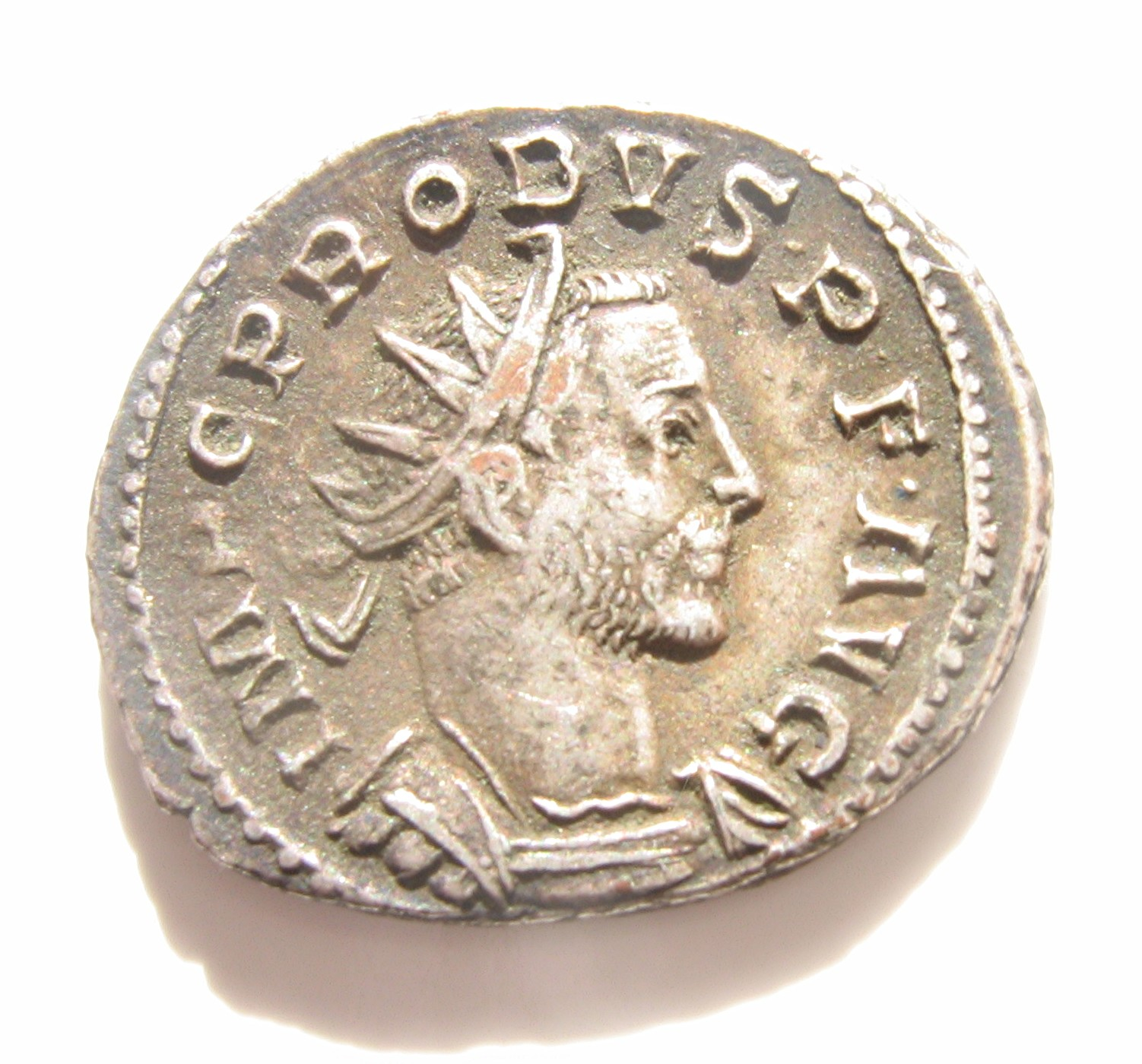
Antoninien à l'effigie de Probus.

En fin 275 ou début 276, Tacite le promeut commandant de l’armée d’Orient (dux orientis), pour assurer la protection de la Syrie et de l’Égypte. Tacite est assassiné à Tyane en Anatolie le 7 juin 276, lorsque la nouvelle lui parvient, Probus est proclamé empereur par ses soldats, fin juin ou début juillet. 
Florien, peut-être parent, voire frère, de Tacite, s’est aussi fait proclamer empereur. Ses soldats l’assassinent à Tarse et se rallient à Probus, qui peut faire ratifier sa proclamation par le Sénat romain. Selon l’Histoire Auguste, Probus fait châtier les meurtriers d'Aurélien et de Tacite, mais épargne les partisans de Florien, car ils n'avaient fait qu'obéir. Jean Zonaras raconte que Probus invite à un banquet les meurtriers d'Aurélien et de Tacite, pour les faire massacrer.

### Son règne
En 276 et 277, la Gaule est ravagée en profondeur par des raids des Francs et des Alamans. L’armée de Probus intercepte ces groupes de Germains à leur retour vers le Rhin, et leur inflige de terribles défaites. L’Histoire Auguste affirme dans un prétendu compte-rendu de Probus au Sénat que 400 000 barbares ont été tués, 16 000 enrôlés dans l’armée romaine, et tout leur butin récupéré. Ces chiffres sont exagérés, mais la reconstitution des effectifs romains par des contingents barbares est une tendance qui ne fera que s’accentuer.
En 277 et 278, Probus poursuit l’intervention romaine au-delà du Rhin, et récupère le contrôle des Champs Décumates, saillant stratégique entre le Rhin et le Danube perdu en 268 sous Gallien. Ces actions et la réorganisation du limes du Rhin mettent pour un temps la Gaule à l’abri des raids germains, mais de nombreuses villes ont été victimes des raids de 276.
De 278 à 279, Probus continue ses campagnes victorieuses sur le Danube en Rhétie contre les Vandales et les Burgondes, en Thrace contre les bandes Sarmates. Dans le même temps ses légats ramènent l’ordre en Isaurie en réduisant un chef brigand, Lydius ou Palfurnius, et en Égypte contre les incursions des tribus nomades Blemmyes.
Enfin, cette pacification des frontières s’achève par la signature d’une trêve avec le roi de Perse Vahram II.

Monnaies d'un empereur-soldat
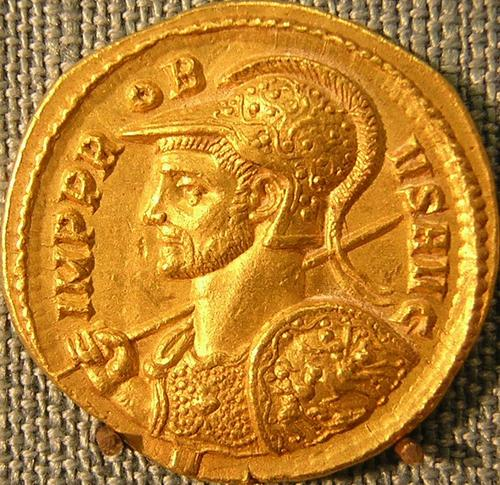
Aureus, Probus casqué tenant lance et bouclier.
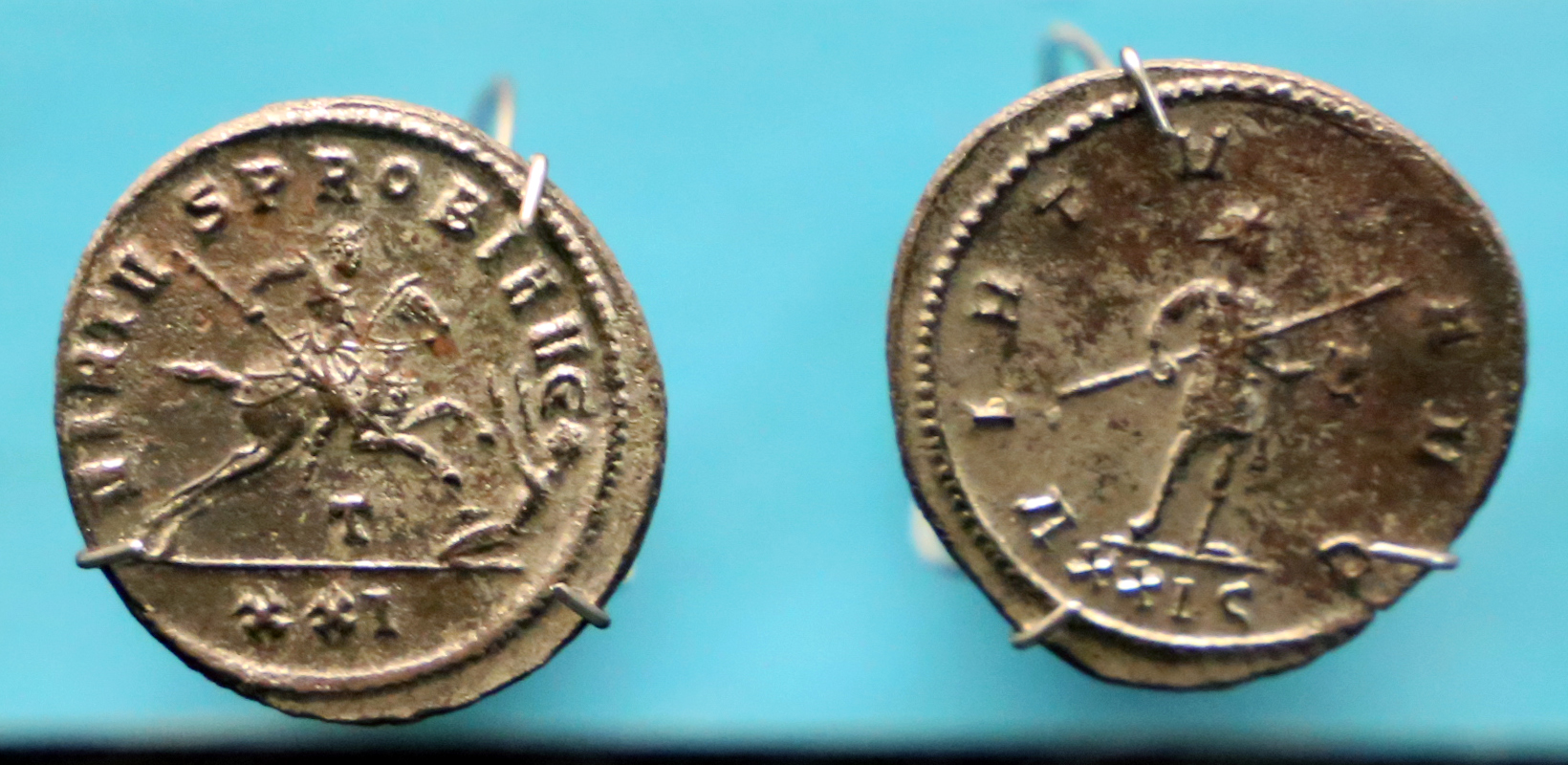
Probus chargeant à cheval. VIRTVS AVG, le courage de l'empereur.
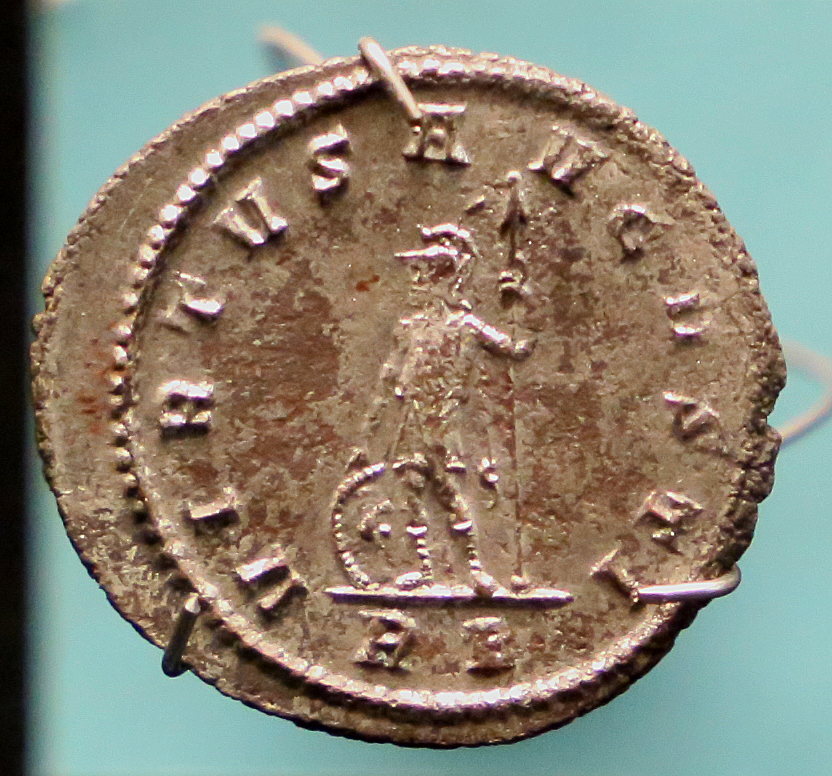
VIRTVS AVGVSTI, le courage de l'empereur.
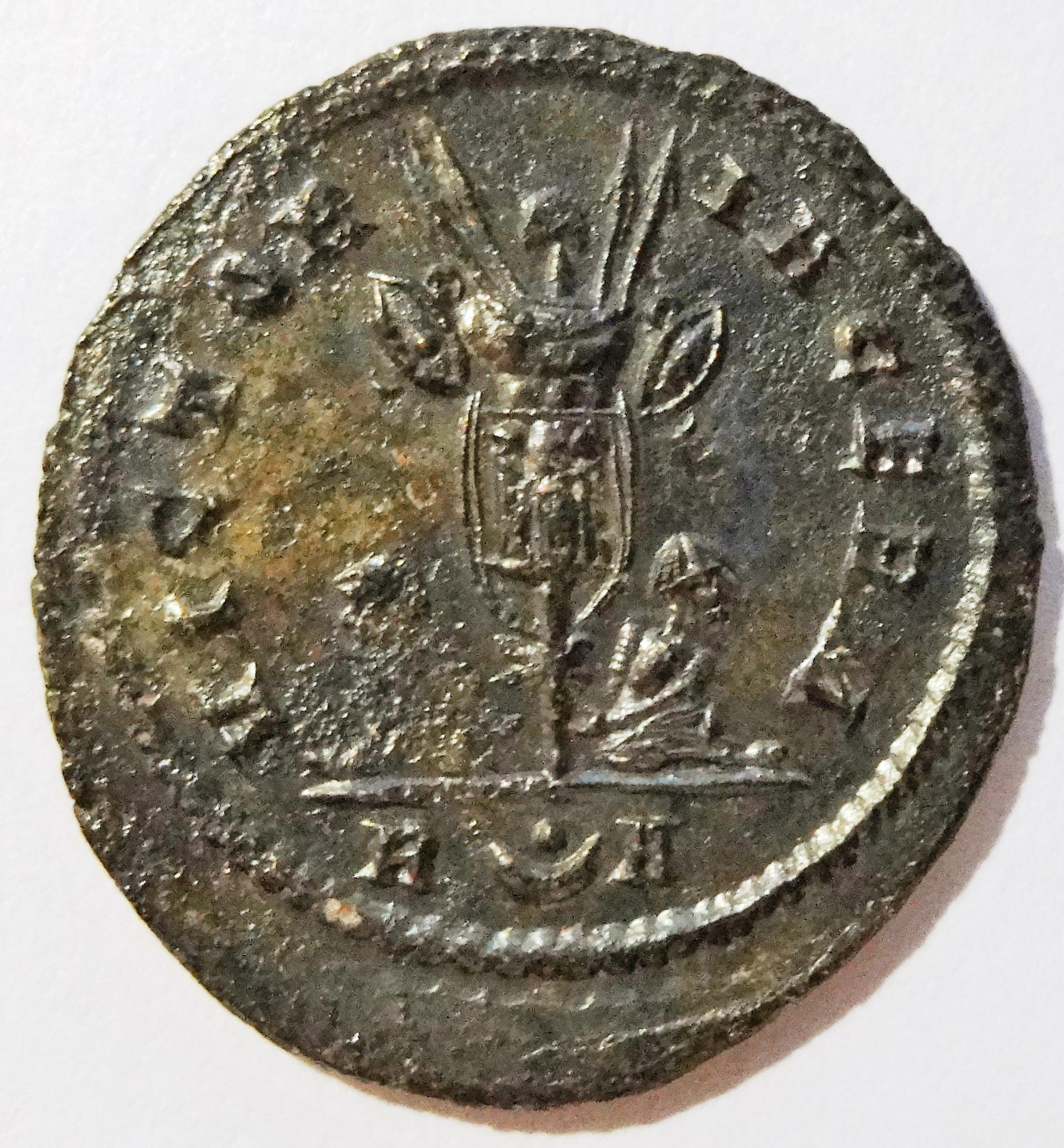
VICTORIA GERM, trophée entouré de prisonniers.
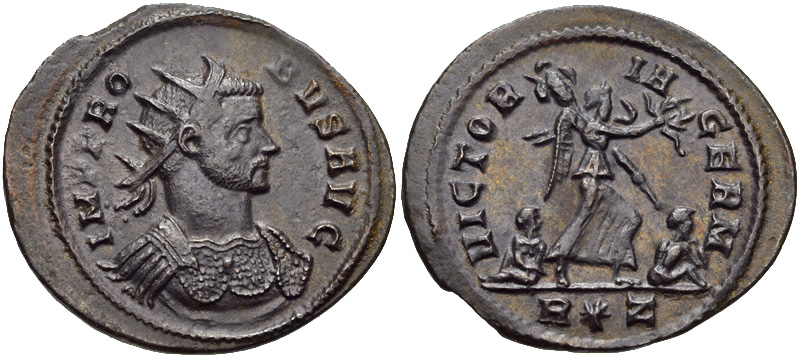
Antoninien de Probus ; VICTORIA GERM, Victoire entourée de prisonniers.

Quelques tentatives d’usurpation, qui sont plutôt des révoltes locales, sont facilement matées :
- En 280, Saturninus est proclamé à Alexandrie. Quand l’armée fidèle à Probus vient assiéger Saturninus à Apamée en Syrie, ce dernier est assassiné par ses soldats qui préfèrent éviter l’affrontement.
- En 280 ou 281, près de Cologne, Probus élimine deux usurpateurs, Bonosus et Proculus[12],[13].

Le caractère improvisé de ces tentatives témoigne à la fois d’une relative amélioration de la discipline des armées, par rapport à la période d’insurrections multiples de la décennie précédente, et aussi de l’exaspération de populations atteintes par l’insécurité et la crise économique.

### Ses réformes

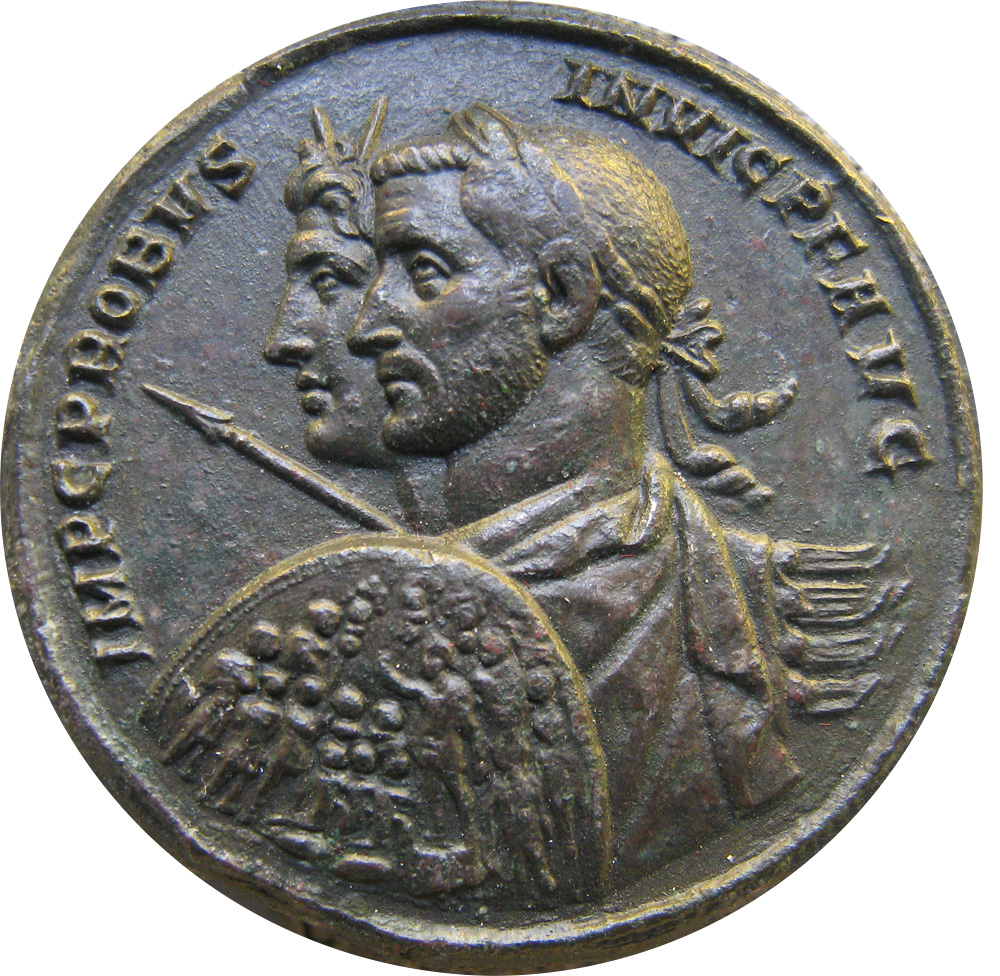
Probus invaincu au côté du Soleil.

La figuration mystique de l'empereur qui le rattache à la divinité solaire, entamée sous Gallien et accentuée par Aurélien, se continue sous Probus, associé dans ses légendes monétaires à Soli Invicto (« Au Soleil invaincu ») ou Soli Comiti Augusti (« Au Soleil, compagnon d'Auguste »). La tolérance religieuse instaurée par Gallien se continue, dont profitent les chrétiens (période de la petite paix de l'Église). Le Chronicon de Saint Jérôme résumera le règne de Probus en termes neutres voire positifs.
Probus prend des mesures d’amélioration économique, notamment en faveur de l’agriculture :
- Selon Aurelius Victor, Eutrope puis Saint Jérôme, il autorise la culture de la vigne et la production de vin en Gaule, en Mésie et en Pannonie — l’Histoire Auguste ajoute à cette liste l'Espagne, ce qui est vraisemblable et la Bretagne, dont la réputation œnologique est moins assurée — [16], annulant de fait l'édit de Domitien promulgué près de deux siècles plus tôt pour interdire la plantation de nouvelles vignes. Cet édit, pris pour protéger la viticulture italienne, n'était probablement plus appliqué[17]. Des recherches archéologiques ont montré qu'en dépit de cet édit, la culture de la vigne avait continué à s'étendre en Aquitaine, Bourgogne, Val de Loire[18],[19]. Enfin, l'Italie avait perdu son importance aux yeux des empereurs[17]. Les mesures de Probus ne sont donc pas forcément prises pour abolir un édit ancien pesant sur les populations locales[20].
- Il installe sur des terres agricoles abandonnées des petits groupes de Germains. Ces colons, désignés par divers termes (déditices, lètes, gentiles) étaient fortement imposés et mobilisables en cas de besoin. De nombreux Francs et Alamans s’implantent ainsi comme colons ou comme auxiliaires (limitanei) en Gaule belgique et le long du Rhin[10]. Selon l'Histoire Auguste, cent mille Bastarnes sont installés en Thrace[16]. Toujours d'après l'Histoire Auguste, cette politique d'installation échoue cependant avec des groupes qui se révoltent et pillent plusieurs cités avant d'être massacrés ou refoulés en dehors de l'empire[16]. L'échec le plus spectaculaire est rapporté par Zosime, lorsqu'un groupe de colons francs installés dans les Bouches du Danube se révoltent, traversent en pirates la Méditerranée et les Colonnes d'Hercule pour revenir dans leur pays[10].
- Il lance des travaux d’intérêt public, de voirie, de drainage et de bonification des terres, auxquels il astreint aussi les troupes. Un papyrus découvert en Égypte montre que Probus fait restaurer des routes pour l'approvisionnement de l'armée[21]. D'autres papyrus de 278 témoignent qu'il oblige les propriétaires à entretenir les canaux d’irrigation, sous peine de sanctions sévères[22].

### Sa fin

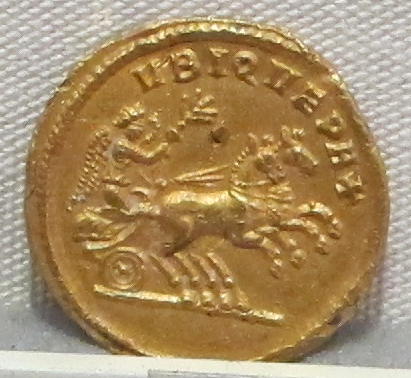
Aureus, Victoire dans un bige - VBIQVE PAX (partout la paix).

En 281, peut-être pour la fête quinquennale de son règne, Probus peut enfin célébrer son triomphe à Rome et donner des jeux magnifiques, dont l'Histoire Auguste donne une description spectaculaire et fantaisiste. Selon le pseudo Aurelius-Victor et Eutrope, il aurait même déclaré : « Sous peu, nous n'aurons plus besoin de soldats », en référence à la pacification générale de l'Empire, déclaration reprise et paraphrasée en une description de l'Âge d'or par l'Histoire Auguste. André Chastagnol considère cette parole utopique comme authentique, presque comme un slogan, qui coîncide avec les légendes monétaires de Probus pax aeterna (« paix éternelle ») et pax ubique (« paix partout »), mais il refuse de croire Aurelius Victor lorsque ce dernier affirme que cette déclaration serait la cause de l'indignation et de la révolte des soldats contre Probus.
En septembre ou octobre 282, Probus confie la défense de l’Occident au préfet du prétoire Carus et se met en route vers l’Orient, pour entreprendre la conquête de l’Arménie et de la Mésopotamie contre les Perses. N'aimant pas voir ses troupes désœuvrées, il charge les soldats de travaux d'assèchement des marais dans la région de Sirmium, corvées que les soldats trouvent déshonorantes. Lors d’une inspection des travaux, il houspille des soldats fatigués et provoque une mutinerie. Il parvint à se réfugier dans une tour d'assaut, mais les soldats révoltés incendient l'édifice. Probus, à moitié étouffé, presque carbonisé, se fait massacrer par les mutins,. Son décès est connu à Rome huit jours après son assassinat, tandis que la nouvelle se propage assez rapidement dans le reste de l'empire. De façon sporadique, on trouve des marques de damnatio memoriae de Probus, dont une dans un papyrus égyptien.
Par le hasard de cet attentat, Carus, qui s'est proclamé empereur contre Probus, lui succède sans guerre civile. Le règne de Probus n'a duré que six années et quatre mois, selon Eutrope et Saint Jérôme.

## Titulatures
- Vers 232, naît Marcus Aurelius Probus, surnommé Equitius[32]
- Septembre 276, accède à l'Empire : Imperator Caesar Marcus Aurelius Probus Pius Felix Invictus Augustus
- 279, reçoit les surnoms Gothicus Maximus Germanicus Maximus Persicus Maximus
- 282, titulature à sa mort : Imperator Caesar Marcus Aurelius Probus Pius Felix Invictus Augustus Gothicus Maximus Germanicus Maximus Persicus Maximus, Pontifex Maximus, Tribuniciae Potestatis VII, Imperator I, Consul V, Pater Patriae.

### Sources antiques
- (la + fr) Auteur inconnu (trad. du latin par André Chastagnol, préf. André Chastagnol), Histoire Auguste, Paris, Robert Laffont, coll. « Bouquins », 1994, CLXXXII + 1244 (ISBN 2-221-05734-1)
- (la) Aurelius Victor, « Césars, 37 », sur forumromanum.
- Pseudo-Aurelius Victor, « Épitomé de Caesaribus, 37 », sur agoraclass.
- Eutrope, « Abrégé de l'Histoire romaine, IX, 17 », sur agoraclass.
- (en) Jérôme de Stridon, « Chronicon », sur tertullian.org
- Jean Zonaras, « Histoire romaine, XII, 37, Probus », sur remacle.org.
- Zosime, « Histoire nouvelle, I », sur remacle.org.

### Ouvrages modernes
- Michel Christol, Pierre Cosme, Frédéric Hurlet et Jean-Michel Roddaz, Histoire romaine : D'Auguste à Constantin, t. II, Fayard, 2021, 1054 p. (ISBN 978-2-213-71208-6).
- Sylviane Estiot et Philippe Gysen, « L'atelier de Rome au début du règne de Probus (276-277) : corpus et documents inédits », Revue numismatique, 6e série, t. 162,‎ 2006, p. 231-257 (lire en ligne).
- Sylviane Estiot, « Probus et les tyrans minuscules Proculus et Bonosus. Que dit la monnaie ? », dans Historiae Augustae Colloquium Nanceiense, Atti XII, Bari, Edipuglia, 2014 (lire en ligne)
- Jean Lafaurie, « Chronologie impériale de 249 à 285 », Bulletin de la Société Nationale des Antiquaires de France,‎ 1966, p. 139-154 (lire en ligne).
- Paul Petit, Histoire générale de l’Empire romain, Seuil, 1974, 800 p. (ISBN 2-02-002677-5)
- Guy Wagner, « Une dédicace grecque de la Grande Oasis », dans Mélanges Pierre Lévêque, t. 4 Religion, Besançon, Université de Franche-Comté, coll. « Annales littéraires de l'Université de Besançon » (no 413), 1990, 419-422 p. (lire en ligne).
- François Zosso et Christian Zingg, Les Empereurs romains : 27 av. J.-C. - 476 apr. J.-C., Paris, édition Errance, 1995, 256 p. (ISBN 2-87772-226-0)